# Tonite Lets All Make Love in London (album)
Tonite Lets All Make Love in London è un album discografico contenente la colonna sonora dell'omonimo film diretto da Peter Whitehead, pubblicato nel 1968.

## Storia
Pubblicato come LP per la prima volta nel luglio 1968, è stato successivamente riedito con brani aggiuntivi anche come CD nel 1991 dalla See for Miles Records con il titolo Tonite Let's All Make Love in London ...Plus con l'aggiunta di interviste tratte dal film e il brano Nick's Boogie dei Pink Floyd.

## Tracce
1. Pink Floyd – Interstellar Overdrive – 3:02 (Syd Barrett, Nick Mason, Roger Waters e Richard Wright)
2. Marquis of Kensington – Changing of the Guard – 3:06 (Leander/Mills)
3. Chris Farlowe – Night Time Girl – 3:00 (Skinner/Rose)
4. Chris Farlowe – Out of Time – 3:36 (Mick Jagger e Keith Richards)
5. Pink Floyd – Interstellar Overdrive (Reprise) – 0:30 (Barrett)
6. Vashti Bunyan – Winter Is Blue – 3:21 (Bunyan/Skinner)
7. Chris Farlowe – Paint It Black – 3:35 (Jagger/Richards)
8. The Small Faces – Here Come the Nice – 3:10 (Marriott/Lane)
9. Pink Floyd – Interstellar Overdrive (Reprise) – 0:58 (Barrett)